# 五剣山 (高松市の山)
五剣山（ごけんざん）は香川県高松市にある山。弘法大師空海修行の伝説から別名八栗山ともいわれ、讃岐平野からは涅槃仏の顔に見えるとされる。

## 概要
八栗寺の寺伝によれば空海（弘法大師）がここで虚空蔵求聞持法を修めた際、五本の剣が天から降り蔵王権現が現れて、この地が霊地であることを告げた。空海は降ってきた剣を山中に埋め、岩盤に大日如来の像を刻んで山の鎮護とし五剣山と名づけたことに由来するとされる。
一つの峰を剣と呼んで、西から一ノ剣、二ノ剣、三ノ剣、四ノ剣、五ノ剣と山上に5つの大きな峰があるためこの名前がついたともいわれる。また地元では空海が唐に渡る前に再び来山し、入唐求法の成否を占うために植えた八個の焼き栗が、帰国後訪れるとすべて成長繁茂していたことから、八栗山（やくりさん）とも呼ばれる。
これらの剣の山頂にはいくつもの祠が点在し、五ノ剣には国常立命と大己貴命を祀る社がある。四ノ剣の中腹には岩窟があり修験道の行場となってる。五の剣は1707年（宝永4年）の宝永地震で割れている。かつてはこれらの剣へ登れたが現在は岩が風化し脆く危険なため、南側中腹にある八栗寺本堂の左から石段で上がったところにある中将坊大権現堂からさらに上へは入山禁止とされている。
そのため標高375mの最高点は四ノ剣であるが、366mの山頂表示がニノ剣にあり、四等三角点のある366.09m地点は一ノ剣の西端に位置している。八栗寺の多宝塔の右側にも登山口があったが入山禁止の立札がある。
また、山中にある「岩越の大日」は前述の空海が彫ったとされる約3ｍの磨崖仏で、上部の黒い層（讃岐岩質安山岩）と下部の砂の層の間の真っ白い層（凝灰角礫岩）に彫られている。
八栗寺は、四国八十八箇所の第八十五番札所で、山号が五剣山である。
また山麓では日本三大花崗岩として有名な庵治石が採石され、国会議事堂にも使われたほか、墓石などの高級石材として加工されている。

## ギャラリー

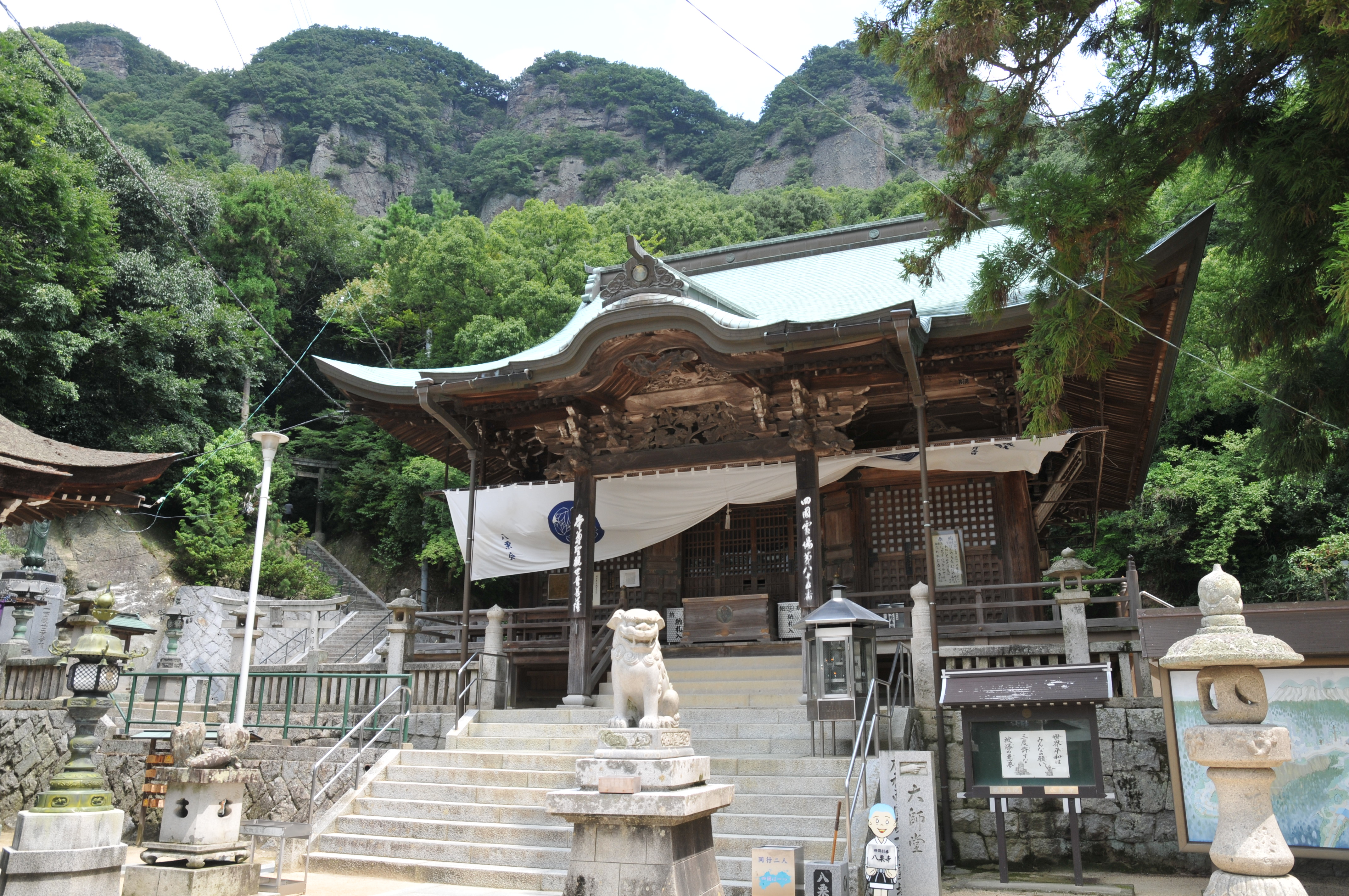
五剣山と八栗寺
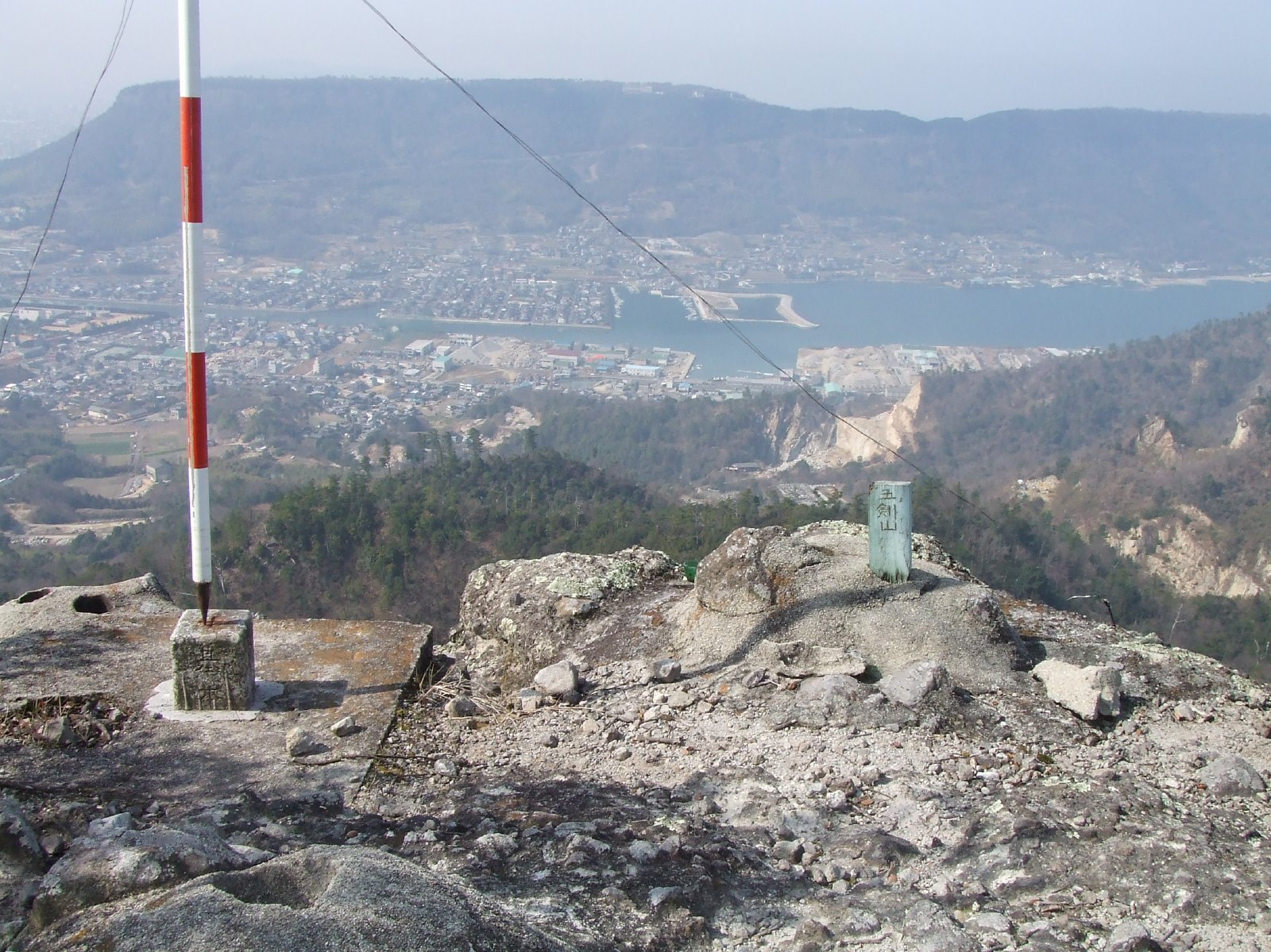
一ノ剣の西端にある三角点
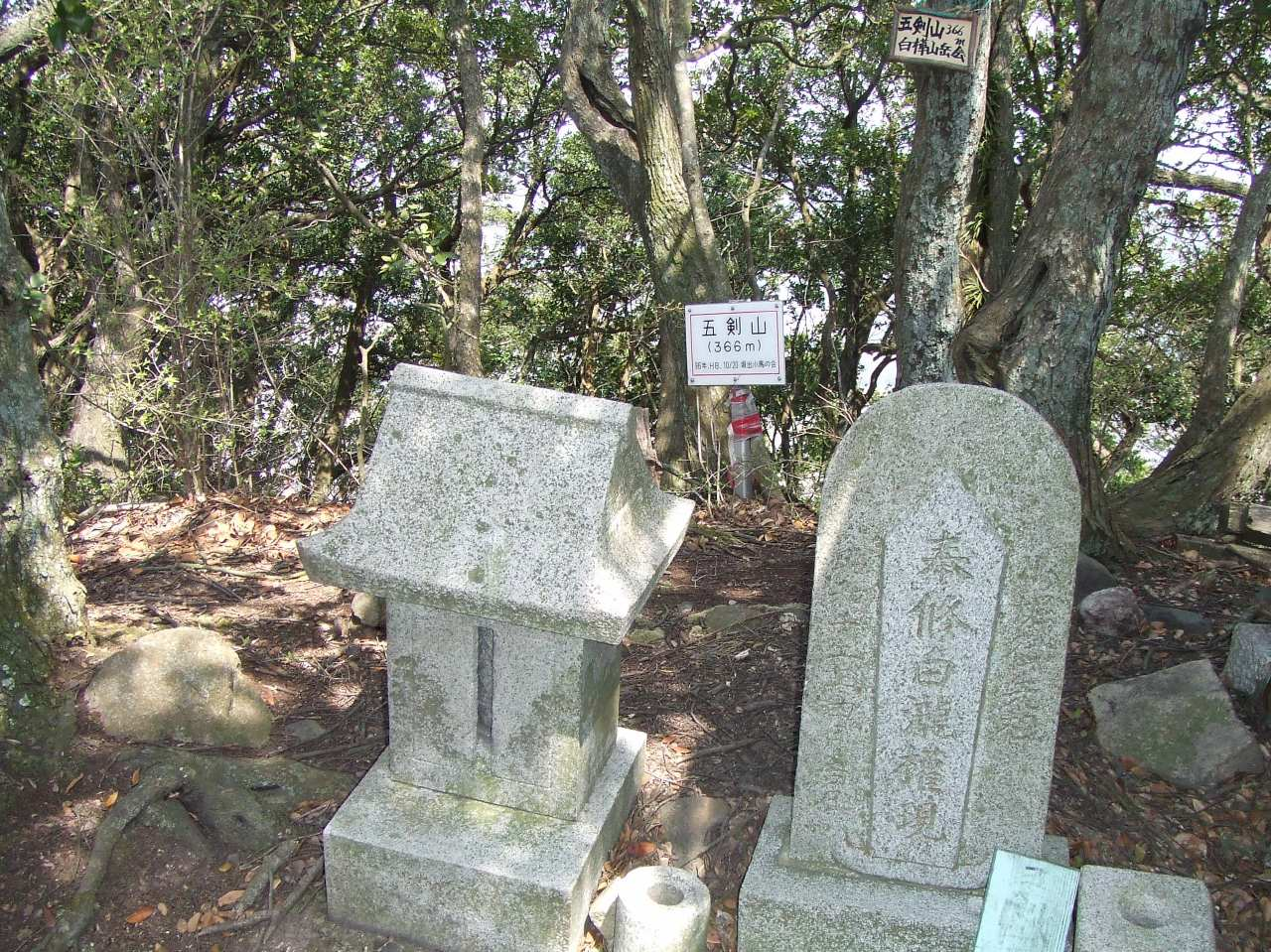
二ノ剣にある366m表示
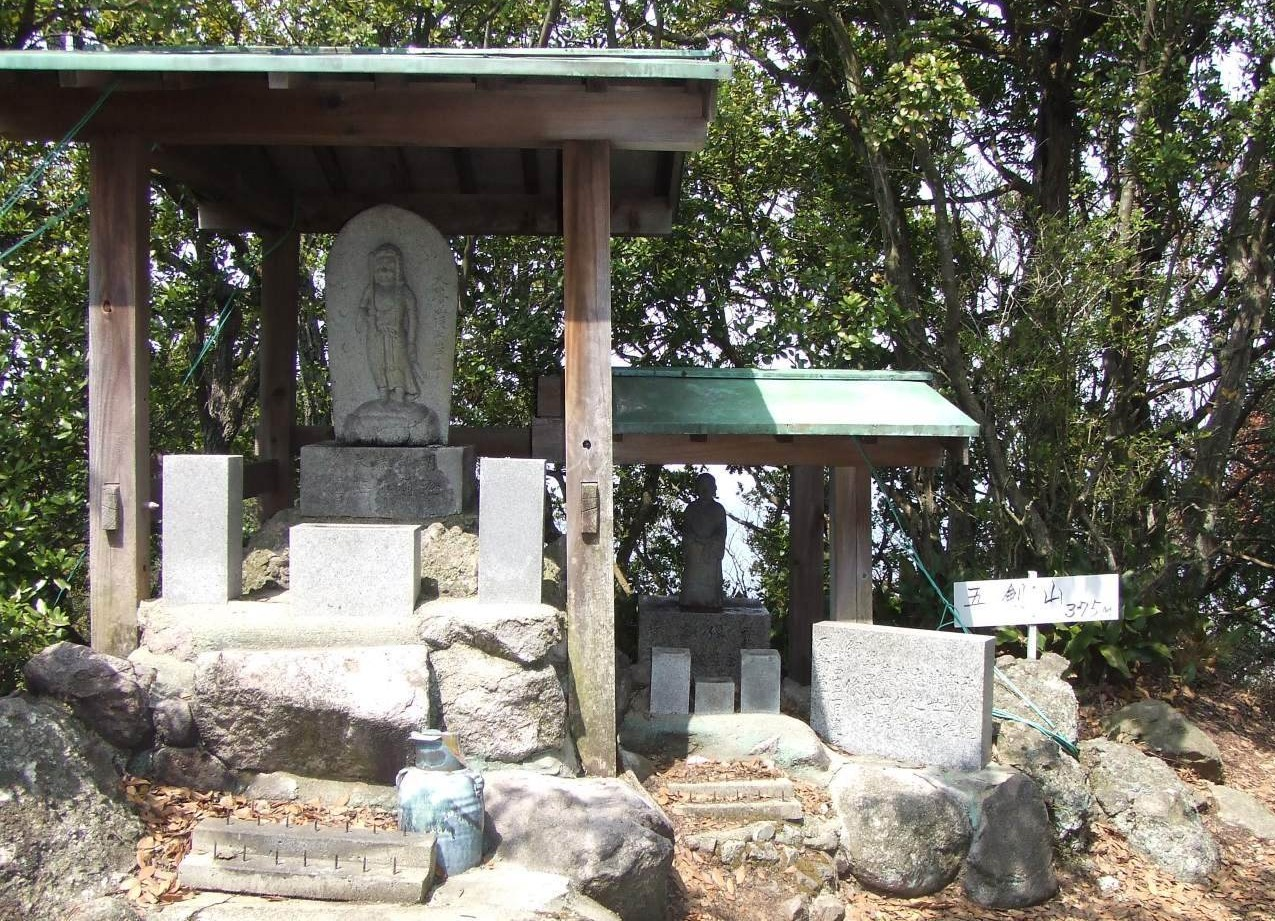
四ノ剣にある375mの最高点
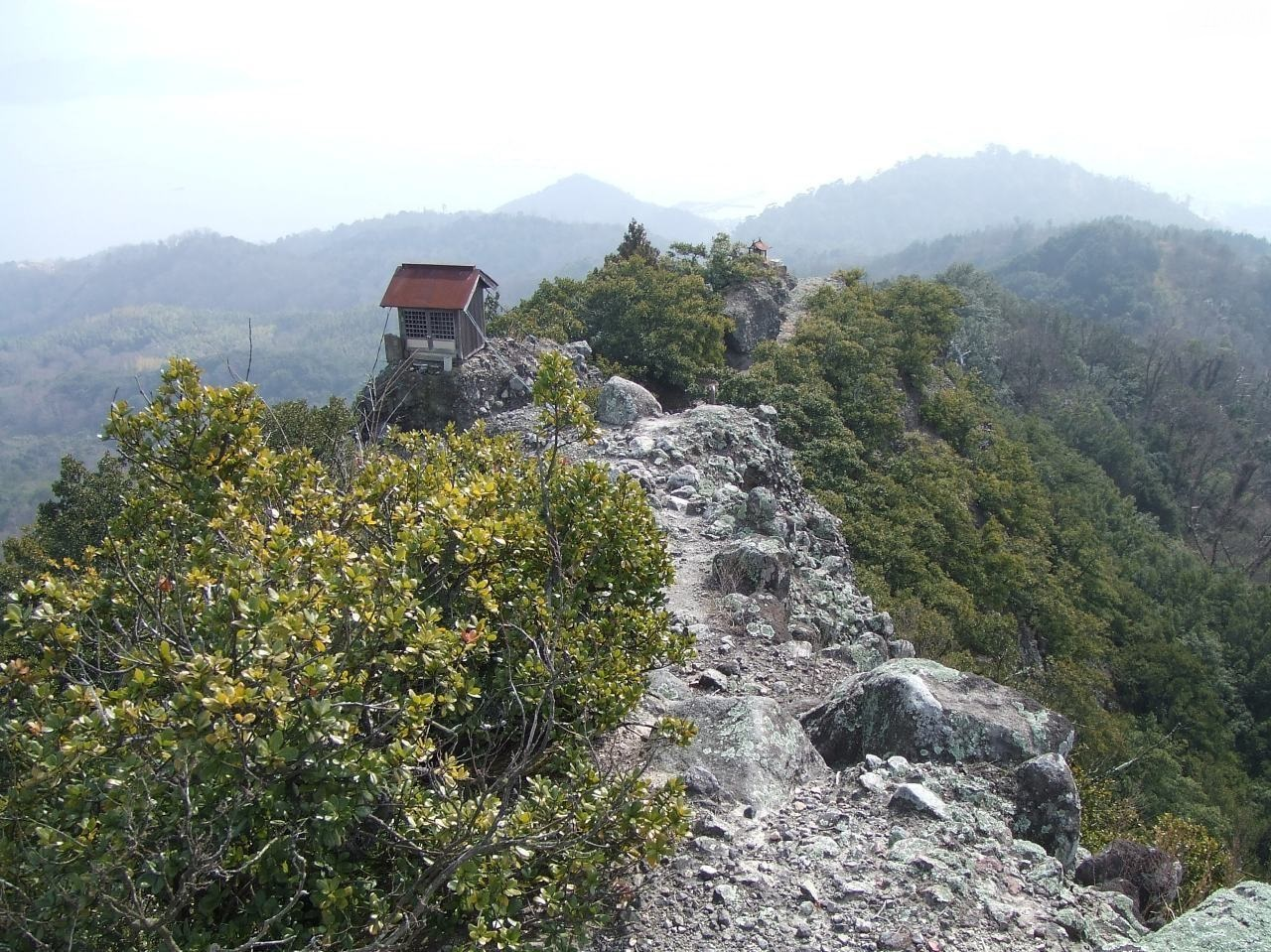
五ノ剣から東を見る
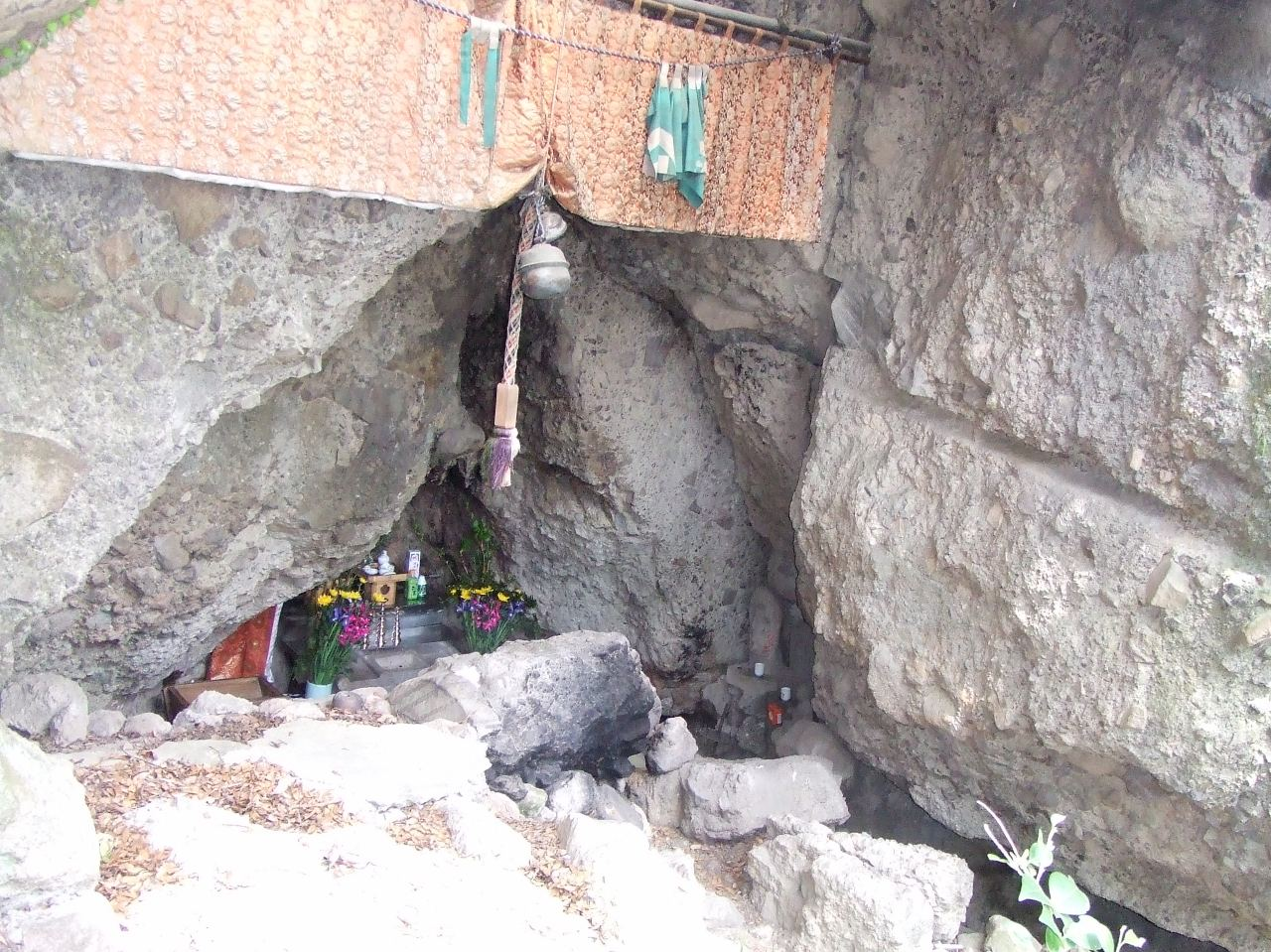
中腹の岩窟
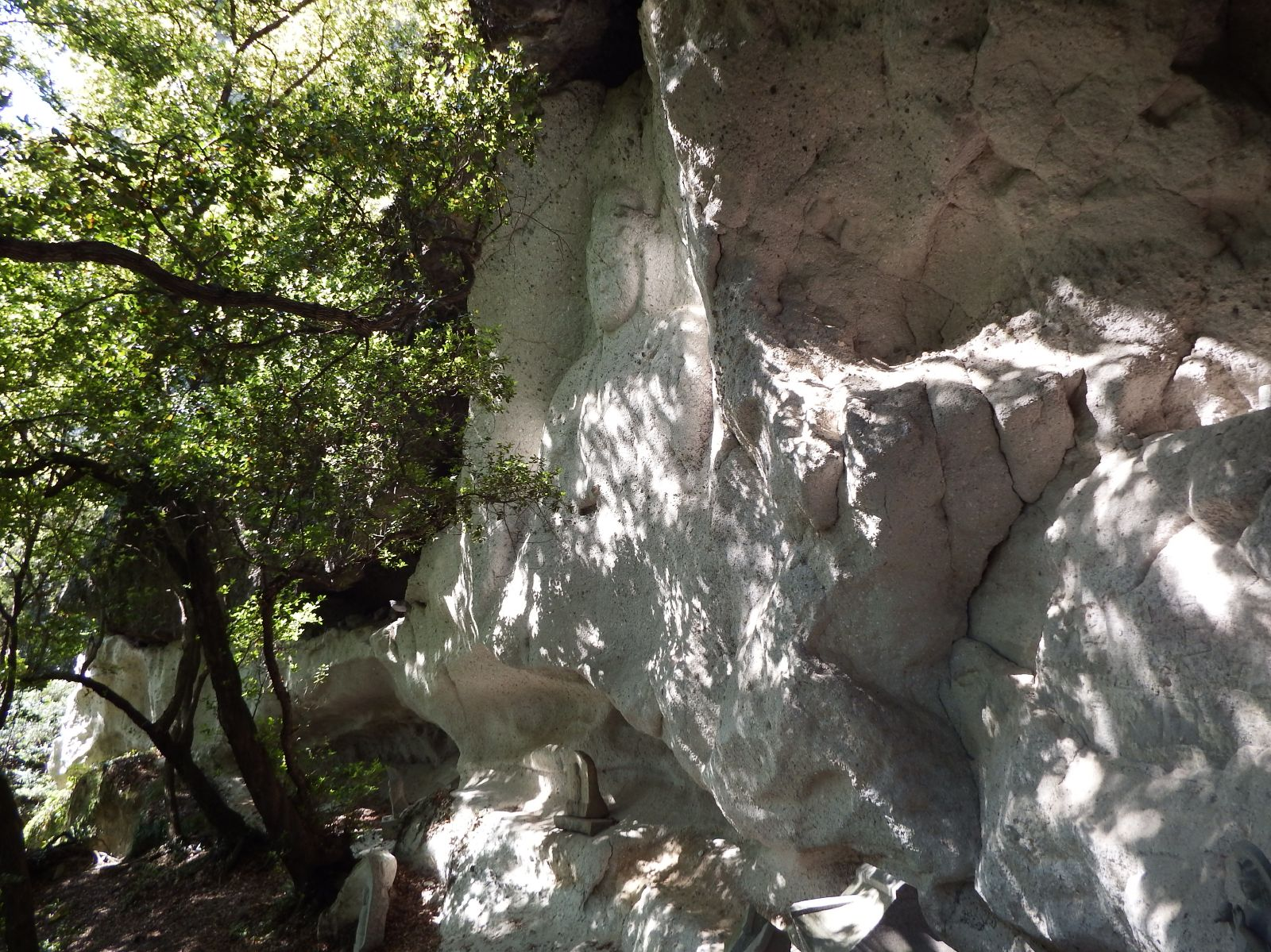
岩越の大日

## アクセス
- 国道11号から香川県道145号八栗原線（八栗新道）約3km。

- 八栗ケーブル八栗山上駅より徒歩5分。

## その他
- 旧庵治町や旧牟礼町の小中学校の校歌には、「五剣の峰」や「五剣山」という言葉が歌詞に引用されている。
- 香川のみどり百選に選定されている。
- 元大相撲十両力士、五剣山博之の四股名の由来である。